# エンドペプチダーゼ
エンドペプチダーゼ（Endopeptidase）とは、タンパク質やオリゴペプチドが持つ、非末端のペプチド結合を加水分解するタンパク質分解酵素（ペプチダーゼ）である。なお、対照的にタンパク質やオリゴペプチドの末端からペプチド結合を1つ1つ分解するタンパク質分解酵素は、エキソペプチダーゼと言う。この性質から明らかなように、エンドペプチダーゼはペプチドをモノマーであるアミノ酸にまで分解することはできないのに対し、エキソペプチダーゼにはそれが可能である。参考までに、基質がタンパク質ではなくオリゴペプチドの場合は、オリゴペプチダーゼと呼ばれる。

## 種類
通常、特定のアミノ酸に対して非常に特異性を持つ。エンドペプチダーゼの例には、次のようなものがある。
- トリプシン - プロリンが後（C末端側）にないアルギニン又はリシンの後を切断する。非常に特異性が高く、pH8で最もよく働く。
- キモトリプシン - プロリンが後にないフェニルアラニン、トリプトファン、チロシンの後を切断する。またヒスチジン、メチオニン、ロイシンの後をよりゆっくりと切断する。pH8で最もよく働く。
- エラスターゼ - プロリンが後にないアラニン、グリシン、セリン、バリンの後を切断する。
- テルモリシン - プロリンの前（N末端側）にないイソロイシン、メチオニン、フェニルアラニン、トリプトファン、チロシン、バリンの前を切断する。アラニン、アスパラギン、ヒスチジン、トレオニンの後を切断することもある。熱に安定である。
- ペプシン - プロリンの前にないロイシン、フェニルアラニン、トリプトファン、チロシンの前を切断する。他と違い、特異性が高くない。pH2で最もよく働く。
- エンドペプチダーゼV8 - グルタミンの後を切断する。pH8で最もよく働く。